# Monoblastus favonius
Monoblastus favonius är en stekelart som beskrevs av Henry Keith Townes, Jr. 1950. Monoblastus favonius ingår i släktet Monoblastus och familjen brokparasitsteklar. Inga underarter finns listade i Catalogue of Life.